# Кириченко Ірина Іванівна
Ірина Іванівна Кириченко (13 червня 1937, м. Ворошиловград (нині Луганськ, Україна) — 11 березня 2020) — українська радянська трекова велогонщиця та українська тренерка з велоспорту. Переможниця та призерка чемпіонатів світу, неодноразова чемпіонка України та СРСР, заслужений майстер спорту СРСР. Заслужений тренер України.

## Біографія
Народилася 13 червня 1937 року в місті Ворошиловграді (нині Луганськ). Батька спортсменки у 1937 році після її народження репресували в Магадан, повертаючись з якого, той загинув. Після другого класу школи сім'я переїхала до Харкова. Там Кириченко почала займатися у вело-ковзанярській секції, де взимку змагалися на ковзанах, а влітку — на велосипедах. У швидкісному бігу на ковзанах спортсменка ставала чемпіонкою та рекордсменкою України. Закінчила «Харківський політехнічний інститут» за спеціальністю металургія.
З 1962 року Кириченко почала виступати на чемпіонах світу, де в спринті здобула два золота в 1964 та 1966 роках, чотири срібних медалі — в 1962, 1963, 1967, 1968 роках та одну бронзу в 1969 році.
Кириченко ставала чемпіонкою СРСР в спринті у 1964, 1966, 1967 роках та чемпіонкою СРСР в гіті на 500 м у 1961—1964, 1966, 1967 роках. 15-кратна чемпіонка СРСР, 30-кратна чемпіонка України, екс-рекордсменка СРСР і світу (рекорди трималися 18 років). Її рекорд України 36,7 с на 500 м з місця, встановлений у 1967 році, Любов Шуліка змогла покращити лише 2005 року, проїхавши дистанцію за 36,6 с.
У 1969 році спортсменка закінчила кар'єру велогонщиці, одружилася з тренером з велоспорту Ігорем Числовим, у 1971 році народила дочку. З 1973 року почала тренерську кар'єру разом із чоловіком у ФСТ «Динамо». Підготувала 15 майстрів спорту міжнародного класу, 70 майстрів спорту, десятки кандидатів у майстри спорту, сотні спортсменів масових розрядів.

## Нагороди і звання
- Майстер спорту СРСР,
- Почесний майстер спорту СРСР (звання присвоювалось за виконання нормативу 4 роки підряд),
- Заслужений майстер спорту СРСР,
- Заслужений тренер України,
- «Почесний ветеран України»,
- Почесний ветеран ФСТ «Динамо»,
- «Почесний динамівець»[5].

## Статистика
| Рік  | Змагання                                 | Місце проведення      | Результат | Дисципліна |
| ---- | ---------------------------------------- | --------------------- | --------- | ---------- |
| 1962 | Чемпіонат світу з трекових велоперегонів | Мілан, Італія         | 2         | спринт     |
| 1963 | Чемпіонат світу з трекових велоперегонів | Рокур, Бельгія        | 2         | спринт     |
| 1964 | Чемпіонат світу з трекових велоперегонів | Париж, Франція        | 1         | спринт     |
| 1966 | Чемпіонат світу з трекових велоперегонів | Франкфурт, Німеччина  | 1         | спринт     |
| 1967 | Чемпіонат світу з трекових велоперегонів | Амстердам, Нідерланди | 2         | спринт     |
| 1968 | Чемпіонат світу з трекових велоперегонів | Рим, Італія           | 2         | спринт     |
| 1969 | Чемпіонат світу з трекових велоперегонів | Брно, Чехословаччина  | 3         | спринт     |